# Bocca degli Abati
Bocca degli Abati (... - antes de 1300) foi um nobre florentino da facção gibelina, que viveu no século XIII.

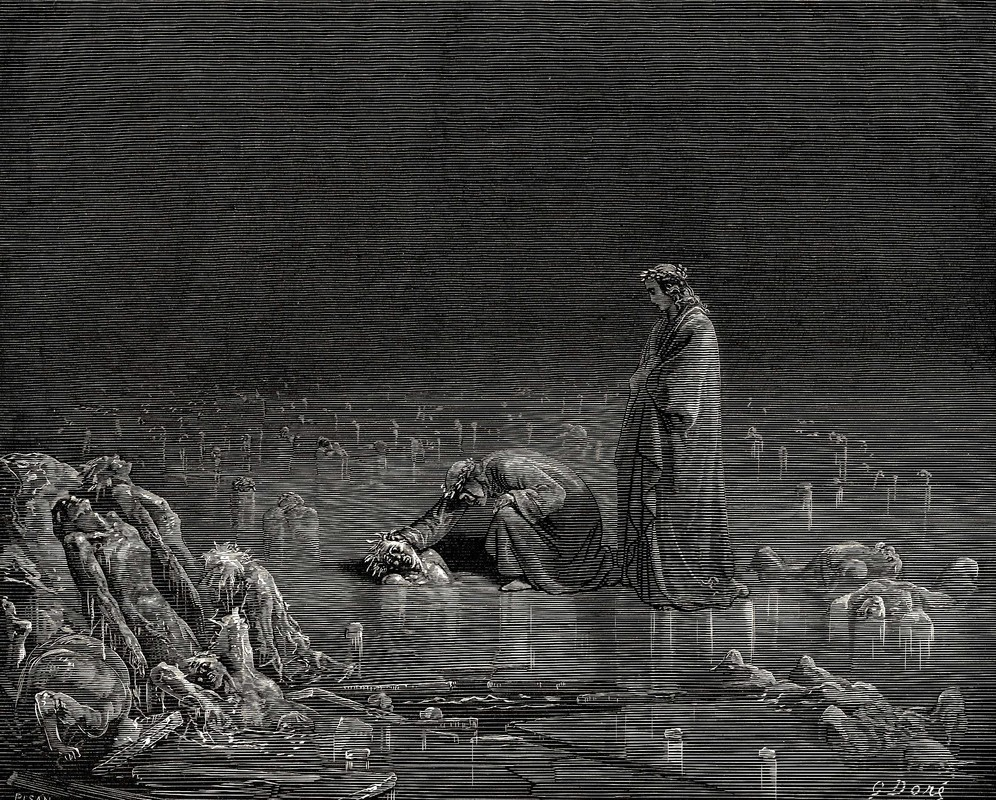
Dante encontra Bocca degli Abati, gravura de Gustave Dore

## Biografia
Ele lutou entre os Guelfos na Batalha de Montaperti (1260) e durante o assalto das tropas alemãs de Manfredi ele estava nas fileiras da cavalaria Guelfa perto de Jacopo de' Pazzi que estava segurando a bandeira que liderava as fileiras. Quando alguém lhe cortou a mão para baixar a bandeira, ele estava entre os suspeitos de traição: com esse ato a cavalaria guelfa ficou em desordem e, consternada por ter perdido a direção, os guelfos se retiraram, sendo derrotados.
Bocca degli Abati, um guelfo antes da batalha, foi então após a batalha entre os gibelinos que os vitoriosos voltaram a Florença; mas após a vingança do lado guelfo ele foi simplesmente exilado (1266), sinal de que não havia provas suficientes para culpá-lo pela traição do padrão.

### Bocca e a Divina Comédia
Dante Alighieri acusa abertamente Bocca em um dos episódios mais cruéis do Inferno: atravessando a Antenora, a segunda área do nono círculo onde os traidores da pátria são punidos, Dante bate o pé em uma cabeça que se projeta do gelo (ele ele mesmo escreve que não pode explicar se por sua vontade, por destino ou por vontade divina), que jura e faz uma referência fugaz à vingança de Montaperti. O que deixa Dante desconfiado: o poeta pede a Virgílio que espere por ele um momento, ele volta ao maldito, convida-o a dizer seu nome, mas quando ele se recusa (os dois brigam de verdade), Dante se torna violento e agarra o maldito pela nuca ameaçando arrancar o cabelo e mais uma recusa tirou mais que uma mecha. Nesse ponto, outro maldito trai Bocca, revelando seu nome a Dante.
Antes que o poeta vá embora satisfeito por ter resolvido o enigma do traidor de Montaperti, o próprio Bocca o convida a trazer ao mundo notícias sobre seu destino sobrenatural, com a condição de que ele revele os nomes de outros traidores ali presentes. Entre estes ele nomeia:
- Buoso da Duera : é ele quem revela o nome de Bocca e que, em sua vida terrena, fez os franceses passarem para o campo de batalha de Benevento em troca de dinheiro. A batalha terminou com a morte de Manfredo da Suábia.
- Tesauro dei Beccheria : a culpa que teve na vida foi a de fazer uma aliança com os seguidores e amigos de Ottaviano degli Ubaldini contra o próprio cardeal. Ele foi decapitado pelos florentinos que se basearam em acusações infundadas, como a de traição.[1]
- Gianni de 'Soldanieri : do lado gibelino, após a derrota de Manfredi na batalha de Benevento, ele foi para o lado guelfo.
- Gano di Maganza, personagem da Chanson de Roland : ele foi um campeão de Carlos Magno que traiu sua pátria revelando aos sarracenos como surpreender o exército dos francos que voltavam da Espanha. Por sua culpa, ele foi esquartejado e seus restos mortais queimados e jogados ao vento.
- Tebaldello Zambrasi, um gibelino de Faenza : para se vingar de uma ofensa que lhe foi feita, traiu o gibelino Lambertazzi que se refugiara em Faenza abrindo as portas aos bolonheses da família Geremei .